# Omkring ditt ord, o Jesus
Omkring ditt ord, o Jesus är en inlednings- och bönepsalm skriven år 1900 av Anna Ölander (1861-1939). Psalmen består av tre korta strofer. Melodi (C-dur, 4/4) av Friedrich Silcher från 1842 som också används till psalmen Så tag nu mina händer. 

## Publicerad i
- Kom 1930 nummer 6 under rubriken "Inledning och bön".
- Sionstoner 1935 som nr 46 under rubriken "Inledning och bön".
- Den svenska psalmboken 1986 som nr 65 under rubriken "Ordet".
- Finlandssvenska psalmboken 1986 som nr 204 under rubriken "Guds ord".
- Lova Herren 1988 som nr 241 under rubriken "Gemenskap i bön och Ordets betraktande".